# Black Lives Matter
Black Lives Matter (BLM, Життя чорних важливі) — міжнародний антирасистський рух активістів боротьби проти насильства щодо темношкірого населення. Організовує акції протесту, демонстрації проти поліцейського насильства та расової дискримінації в правовій системі США.
Популярність руху різко зросла під час протестів після смерті Джорджа Флойда 2020 року.

## Діяльність
Улітку 2013 року розпочав своє існування рух із використанням хештегу #BlackLivesMatter у соцмережах. Сталося це після того, як був виправданий поліціянт Джордж Циммерман, який убив афроамериканського юнака Трейвона Мартіна.
Рух став масовим у 2014 році під час вуличних демонстрацій, викликаних смертю двох афроамериканців, Майкла Брауна і Еріка Гарнера. Також рух брав участь у маршах протесту в пам'ять багатьох загиблих афроамериканців, в тому числі Еріка Гарріса, Вальтера Скотта, Джонатана Феррелла, Сандри Бланди і Фреді Грея.
Улітку 2015 року рух публічно виказав невдоволення політикам щодо питання расової дискримінації. Black Lives Matter об'єднаний ідеєю, але не має формальної ієрархії чи структури.